# Stephen Sondheim
Stephen Sondheim   (Manhattan, 22 de març de 1930 - Roxbury, 26 de novembre de 2021) va ser un compositor i lletrista estatunidenc, especialitzat en el gènere del teatre musical. Va guanyar un Premi Oscar, 9 Premis Tony (més que qualsevol altre compositor), incloent un Premi Tony Especial per la Tasca de tota Una Vida al Teatre (el 2008), diversos Premis Grammy i un Premi Pulitzer. És considerat com el creador principal de la seva generació en obres d'aquest gènere, i se l'ha citat com l'artista més gran i potser més conegut del teatre musical americà. Entre els seus treballs més famosos hi ha Golfus de Roma, Company, Follies, A Little Night Music, Sweeney Todd, Sunday in the Park with George, Into the Woods i Assassins com a compositor i lletrista; així com les lletres de West Side Story i Gypsy. Va ser president del Dramatists Guild entre 1973 i 1981.

## Inicis
Stephen Sondheim va néixer a Nova York, criant-se a l'Upper West Side de Manhattan, i després a una granja de Pennsilvània, després que els seus pares es divorciessin. Mentre que vivia a Nova York, assistí a la Ethical Culture Fieldston School. La infància de Sondheim, en el si d'una família acomodada que vivia en un apartament del Central Park West, ha estat retratada com a solitària. Es graduà a l'acadèmia militar de Nova York el 1946.
L'interès de Sondheim cap al teatre s'inicia amb Very Warm for May, un musical de Broadway que va veure amb 9 anys. Quan tenia 10 anys, el seu pare marxà, abandonant-los a ell i a la seva mare. La seva mare era psicològicament abusiva i distant, però també usava a Sondheim en lloc del seu marit. El seu pare volia la custòdia, ja que havia abandonat a la seva esposa per una altra dona, però no la va aconseguir (llavors era més fàcil que les mares aconseguissin la custòdia). Steven va tenir dos germanastres. Anys més tard, quan la seva mare va morir a la primavera de 1992, Steven no va assistir al funeral.

## Carrera

### Pupil d'Oscar Hammerstein II
Amb uns 10 anys, durant l'època del divorci dels seus pares, Sondheim esdevingué amic de Jimmy Hammerstein, fill del conegut escriptor Oscar Hammerstein II. El vell Hammerstein es convertí en un pare pedaç per a Sondheim, mentre que aquest mirava d'estar fora de casa seva sempre que fos possible. Hammerstein va tenir una profunda influència en Shondheim, especialment en el seu amor vers al teatre musical. Va estar present a l'estrena de l'èxit de Hammerstein South Pacific, on Sondheim va conèixer a Harold Prince, qui posteriorment dirigiria diversos dels espectacles més famosos de Sondheim. Més tard, Sondheim assistí al George School, un institut quàquer de Pennsilvània. Allà va tenir l'oportunitat d'escriure una comèdia musical basada en la seva escola, titulada By George. Va ser un gran èxit entre els seus companys, i va fer créixer l'ego del jove escriptor de cançons. Se'l va ensenyar a Hammerstein, demanant-li que l'avalués com si no conegués al seu autor. Hammerstein li va respondre que era el pitjor que havia vist mai. Però si vols saber per què és terrible, digué Hammerstein per consolar al jove, t'ho diré. Van passar la resta del dia treballant en el musical, i posteriorment Sondheim afirmaria que vaig aprendre més en aquell vespre sobre escriure cançons i sobre el teatre musical que el que la majoria de gent aprenen en una vida.
Així començà a ser un dels aprenents més famosos de teatre musical, mentre que Hammerstein dissenyava una mena de curs per a Sondheim sobre la construcció d'un musical. Aquest ensenyament girà al voltant de 4 punts sobre els que Sondheim havia d'escriure. Aquests eren:
- un musical basat en una obra que admirés (que esdevingué All That Glitters)
- un musical basat en una obra que cregués que era imperfecta (que esdevingué High Tor)
- un musical basat en una novel·la o història curta que prèviament no s'hagués dramatitzat (que esdevingué Mary Poppins, la qual no acabà – no confondre amb la versió cinematogràfica de Disney i la seva adaptació al teatre)
- un musical original (que esdevingué Climb High)

Cap d'ells mai no han estat produïts professionalment. High Tor i Mary Poppins, a més, mai no s'han produït perquè els propietaris dels drets originals mai van donar el permís perquè es fes un musical.
El 1950, Sondheim es graduà magna cum laude al Williams College a Massachusetts. Va anar per estudiar composició amb Milton Babbitt. Sondheim explica que quan li demanà a Babbitt sobre si podia estudiar atonalitat, Babbit li replicà que No, no crec que hagi exhaurit encara els seus recursos tonals. Sondheim estigué d'acord, i malgrat freqüents dissonàncies i un estil molt cromàtic, la seva música segueix resolutivament tonal.

### Trasllat a Broadway i treball com a lletrista
Llavors, arribaren per a Sondheim uns anys de lluita, durant els quals contínuament va escriure cançons i va viure al menjador del seu pare per estalviar diners. Va passar algun temps a Hol·lywood escrivint per la sèrie de televisió Topper. També en aquesta època devorà pel·lícules de les dècades dels 40 i 50, en el que anomenà el seu llenguatge bàsic. Irònicament, a Sondheim no li agradava el cinema musical, sinó que preferia drames clàssics com Citizen Kane.
El 1954, Sondheim va escriure tant la música com la lletra de Saturday Night, que mai no ha estat produïda a Broadway, i no va ser fins al 1997 que no s'estrenà a Londres. El 1998 va ser enregistrada professionalment, després de ser revisada per Sondheim, afegint-hi dues cançons.
El gran esclat de Sondheim arribà quan va escriure les lletres de West Side Story, acompanyant la música de Leonard Bernstein i el llibret d'Arthur Laurents. L'espectacle, dirigit el 1957 per Jerome Robbins, es representà en 732 ocasions. Si bé potser aquest és l'espectacle més conegut en el que Sondheim treballà, en algunes ocasions ha expressat el seu desafecte per les seves lletres, afirmant que no sempre s'ajusten al personatge i que sovint són fins i tot massa poètiques.
El 1959, va escriure les lletres per a un altre èxit: Gypsy. Sondheim també voldria haver escrit la música, però Ethel Merman, l'estrella protagonista, insistí que preferia un compositor més veterà, així que va ser contractat. Sondheim es preguntà si realment volia només escriure les lletres per a un altre espectacle, i va ser el seu mentor Oscar Hammerstein qui li va dir que li seria una experiència valuosa escriure per a una estrella. Sondheim treballà al costat de l'escriptor del llibret Arthur Laurents per crear l'espectacle. Rutllà durant 702 funcions.
Finalment, Sondheim participà en un musical on va escriure tant la lletra com la música: Golfus de Roma. Va estrenar-se el 1962 i rutllà durant 964 funcions. El llibret, basat en les comèdies de Plaute, va ser escrit per Larry Gelbart i per Burt Shevelove. La banda sonora de Sondheim no va ser especialment ben rebuda en aquells moments. Fins i tot arribà al punt en què si bé l'espectacle guanyà diversos Premis Tony (incloent el de Millor Musical), Sondheim no va rebre ni una nominació. A més, alguns crítics cregueren que les cançons no estaven pròpiament integrades a la farsa.
En aquells moments, Sondheim havia participat en tres grans èxits; però el següent espectacle trencà la ratxa. Anyone Can Whistle (1964) va ser un fracàs, representant-se només en 9 ocasions. Tot i això, introduí a Angela Lansbury al teatre musical i posteriorment ha desenvolupat un seguiment de culte.
El 1965, tornà a exercir només de lletrista per darrer cop, amb l'espectacle Do I Hear a Waltz?, amb música de Richard Rodgers (l'únic projecte del que s'ha penedit obertament d'haver-hi treballat). El 1966, va escriure semi-anònimament la lletra per "The Boy From …", una paròdia de "The Girl from Ipanema" que va ser un dels singles de la revista de l'off-Broadway The Mad Show.

### Maduresa com a compositor i lletrista a la dècada dels 70
Des de llavors, Sondheim s'ha dedicat tant a compondre com a escriure les lletres per a una sèrie de musicals variats i diferents, començant per l'innovador musical conceptual Company el 1970.
L'obra de Sondheim és notable pel seu ús d'una polifonia complexa a les parts vocals, com el cor de 5 personatges menors que actuen com una mena de cor grec a A Little Night Music (1973). També mostra una dedicació cap a les harmonies angulars i melodies intricades reminiscents de Bach (Sondheim ha afirmat que si bé estima a Bach, el seu període favorit és entre Brahms i fins Stravinsky). Per als aficionats, la sofisticació musical de Sondheim és considerada major que molts dels seus companys, i les seves lletres són reconegudes per la seva ambigüitat.
Sondheim col·laborà amb el director/productor Harold Prince en 6 destacats musicals entre 1970 i 1981: Company (1970) va ser un musical conceptual, un espectacle creat en un grup de personatges i temes més que no pas en un argument. Follies (1971) seguia una estructura similar, amb cançons que recordaven les de dècades anteriors. A Little Night Music (1973), amb una trama més tradicional basada en la pel·lícula d'Ingmar Bergman, Smiles of a Summer Night, va ser un dels seus grans èxits, que la revista Time cità com la fita més brillant de Sondheim fins a la data. De manera notable, la partitura va ser composta en tempo de vals (un ¾ o múltiples). A més, A little night music va assolir encara més renom gràcies a l'èxit que assolí la versió de Judy Collins de Send in the clowns. Posteriorment, les peces del musical han estat sovint interpretades i enregistrades per artistes de cabaret i cantants en els seus treballs en solitari.
Pacific Overtures (1976) va ser la col·laboració entre Sondheim i Prince menys tradicional, una exploració intel·lectual de l'occidentalització del Japó. Sweeney Todd (1979), el treball més operístic de Sondheim (el qual, juntament a A little night music, ha trobat un lloc als teatres d'òpera), un com més explora un tòpic, en aquesta ocasió l'assassinat per revenja i el canibalisme. El llibret, de Hugh Wheeler està basat en la versió teatral de Christopher Bond sobre l'original victorià.

### Treballs posteriors
Merrily We Roll Along (1981), amb llibret de George Furth, és un dels musicals més tradicionals de Sondheim, contenint algunes peces que podrien ser èxits potencials (Frank Sinatra i Carly Simon van enregistrar cadascun d'ells una cançó diferent de l'espectacle). Paul Gemignani, director musical de Sondheim, afirmà que part de l'habilitat de Steve és la seva extraordinària versatilitat. Tot i això, "Merrily va ser un fracàs i només es van realitzar 16 funcions.
El fracàs de Merrily afectà enormement a Sondheim, fins al punt que va pensar a abandonar el teatre i dedicar-se al cine o a crear video jocs o a escriure misteris. Va afirmar que volia trobar quelcom que em satisfés que no tingués res a veure amb Broadway i abandonar tota aquella gent que m'odiava i que odiaven en Hal. La col·laboració entre Sondheim i Prince quedà apartada fins al 2003 en que produïren Bounce, un altre fracàs.
Finalment, en lloc d'abandonar el teatre, Sondheim decidí que hi ha millors llocs per començar un espectacle, trobant un nou col·laborador en James Lapine. Lapine tenia un gust per l'avantguarda en general i per l'orientació visual del teatre en particular. Sunday in the Park with George (1984), la seva primera col·laboració, va ser molt més que avantguardista. En aquest nou musical, Sondheim va ser capaç de mostra la seva versatilitat i la seva capacitat d'adaptació. La seva música prengué l'estil de la tècnica pictòrica deGeorges Seurat. En fer-ho, Sondheim va ser capaç què la seva música assolís un nou nivell.
El 1985, Sondheim i Lapine van guanyar el Premi Pulitzer per Drama per Sunday in the Park with George (sent un dels només 7 musicals que han aconseguit aquest prestigiós premi). L'espectacle tingué el seu primer revival a Broadway el 2008. La col·laboració Sondheim-Lapine també produí l'espectacle de conte de fades Into the Woods (1987) i del rapsòdic Passion (1994). El 1990, Sondheim estrenà Assassins a l'off-Broadway.
A finals dels 90, Sondeim tornà a reunir-se amb Hal Prince per Wise Guys, un musical sobre els germans Addison i Wilson Mizner. S'anuncià que la producció estaria protagonitzada per Nathan Lane i Victor Garber, i dirigida per Sam Mendes, per ser estrenada a la primavera del 2000,; però finalment l'estrena a Nova York es cancel·là. Rebatejada Bounce el 2003, es presentà a Chicago i a Washington DC, però degut a les males crítiques no arriba a Broadway. Entre el 28 d'octubre i el 28 de desembre de 2008 es presentà una versió revisada al off-Broadway.
El 2006, a la pregunta sobre si no estava interessat a escriure noves cançons, respongué: No... és l'edat. És una disminució de l'energia i em preocupa que no hi ha noves idees. És també una manca de confiança cada vegada major. No sóc l'únic; ho he comprovat amb altra gent. Al desembre del 2007, afirmà que seguiria treballant en Bounce, i que estava esbossant un parell de coses amb en James Lapine i amb John Weidman.
Lapine va crear una revista multimèdia titulada iSondheim: aMusical Revue, que estava previst que s'estrenés a l'abril del 2009 a Atlanta, però finalment l'estrena va cancel·lar-se per les dificultats trobades pels productors per reunir els diners necessaris. S'ha anunciat una versió revisada, titulada, per a un parell de mesos a la primaveral del 2010 al Studio 54 de Nova York. El repartiment anunciat està format per Barbara Cook, Vanessa Williams, Michael Arden i Leslie Kritzer.

## Treballs principals
Llevat que s'indiqui expressament, la música i la lletra són de Stephen Sondheim
- Saturday Night (1954, tot i que no es va produir fins al 1997) (llibret de Julius J. Epstein i Philip G. Epstein)
- West Side Story (1957) (música de Leonard Bernstein; llibret de Arthur Laurents; dirigit per Jerome Robbins)
- Gypsy (1959) (music by Jule Styne; llibret de Arthur Laurents; dirigit per Jerome Robbins)
- Golfus de Roma (1962) (llibret de Burt Shevelove i Larry Gelbart; dirigit per George Abbott)
- Anyone Can Whistle (1964) (llibret de Arthur Laurents; dirigit per Arthur Laurents)
- Do I Hear a Waltz? (1965) (música de Richard Rodgers; llibret de Arthur Laurents; dirigit per John Dexter)
- Company (1970) (llibret de George Furth; dirigit per Hal Prince)
- Follies (1971) (llibret de James Goldman; dirigit per Hal Prince)
- A Little Night Music (1973) (llibret de Hugh Wheeler; dirigit per Hal Prince)
- Pacific Overtures (1976) (llibret de John Weidman; dirigit per Hal Prince)
- Sweeney Todd (1979) (llibret de Hugh Wheeler; dirigit per Hal Prince)
- Merrily We Roll Along (1981) (llibret de George Furth; dirigit per Hal Prince)
- Sunday in the Park with George (1984) (llibret de James Lapine; dirigit per James Lapine)
- Into the Woods (1987) (llibret de James Lapine; dirigit per James Lapine)
- Assassins (1990) (llibret de John Weidman; dirigit per Jerry Zaks)
- Passion (1994) (llibret de James Lapine; dirigit per James Lapine)
- Bounce (2003) (llibret de John Weidman; dirigit per Hal Prince); retitolat Road Show
- The Frogs – Segona versió (2004) (llibret revisat per Nathan Lane, d'un llibret de Burt Shevelove de 1974. Conté 7 cançons noves)
- Road Show (2008) (llibret de John Weidman; dirigit per John Doyle); (abans anomenat Bounce)

Side By Side By Sondheim (1976), Marry Me A Little (1980), You're Gonna Love Tomorrow (1983) i Putting It Together (1993) són antologies i revisions dels treballs de Sondheim com a compositor o lletrista, usant tant cançons produïdes com cançons descartades d'altres treballs.

## Treballs menors

### Teatre
- Girls of Summer (1956) (música d'ambient de Sondheim; obra de N. Richard Nash)
- Invitation to a March (1960) (música d'ambient de Sondheim; obra de Arthur Laurents)
- The World of Jules Feiffer (1962) (música d'ambient de Sondheim; sketxos de Jules Feiffer)
- Hot Spot (1963) (música principalment de Mary Rodgers; lletres principalment de Martin Charnin)
- The Enclave (1973) (música d'ambient de l'obra de Arthur Laurents)
- The Mad Show (1966) (música principalment de Mary Rodgers; lletres principalment de Marshall Barer), on va escriure la lletra per "The Boy From...", una paròdia de The Girl from Ipanema.
- Candide - Segona Versió (1974) (noves lletres de Sondheim; lletres originals de Richard Wilbur; música de Leonard Bernstein; llibret de Hugh Wheeler)
- The Frogs (1974), una versió a musical de la comèdia d'Aristophanes amb llibret de Burt Shevelove. Realitzar a la piscina de la Universitat Yale.
- Getting Away With Murder (1996), una "comedy thriller" (no musical), co-escrita amb George Furth.
- King Lear (2007), música d'ambient per a la producció de The Public Theater de la tragèdia de Shakespeare, composta amb l'orquestrador Michael Starobin. La producció va ser dirigida per James Lapine i protagonitzada per Kevin Kline.

### Cine i TV
- Topper (cap a 1953), comèdia televisiva no-musical per a la que Sondheim va escriure uns 10 episodis.
- Evening Primrose (1966), un musical fet per a la televisió sobre una societat secreta de gent que vivia a un magatzem i el romanç entre Ella, una dependenta, i Charles, un poeta que decideix viure allà renunciant al món. Incloïa 4 cançons, entre elles el clàssic de cabaret "Take Me To The World" i la balada menys coneguda "I Remember".
- The Last of Sheila (1973), una pel·lícula de misteri no-muscal escrita amb Anthony Perkins. Sondheim i Perkins van rebre el Premi Edgar de la Mystery Writers of America pel millor guió de pel·lícula.
- Sondheim aparegué a la versió televisiva feta per la PBS de l'obra, de George S. Kaufman i Ring Lardner.
- A Little Night Music, (1977), una adaptació cinematogràfica de l'obra teatral. Van abandonar-se diverses de les cançons, però en va afegir una de nova anomenada The Glamorous Life. També va escriure una nova lletra per Night Waltz.
- La música per a la pel·lícula de Warren Beatty Reds (1981).
- 5 cançons per a la pel·lícula també de Warren Beaty Dick Tracy (1990), incloent "Sooner or Later (I Always Get My Man)", que guanyà un Premi Oscar a la Millor Cançó.
- Dues cançons per a la pel·lícula The Birdcage (1996) "It Takes All Kinds" (not usada) i "Little Dream".
- Un cameig com a ell mateix a la pel·lícula del 2003 Camp.
- Una aparició com a estrella convidada a l'episodi "Yokel Chords" (2007) de la sèrie The Simpsons, com a ell mateix.
- Sweeney Todd, (2007), una adaptació cinematogràfica del musical teatral, que comptà amb la participació i aprovació de Sondheim, dirigida per Tim Burton i interpretada per un repartiment no dedicat als musicals, encapçalat per Johnny Depp (nominat al Premi Oscar com a Millor Actor) i Helena Bonham Carter. Tots els números corals van ser suprimits per tal de centralitzar als personatges principals.

## Versions en català
- 1993. Casem-nos una mica. Direcció de Pere Planella. Adaptació de Guillem-Jordi Graells. Direcció musical de Lluís Vidal. Intèrprets: Nina i Pep Anton Muñoz.
- 1995. Sweeney Todd: el barber diabòlic del carrer Fleet. Direcció de Mario Gas. Adaptació de les Lletres de Roser Batalla i Roger Peña. Estrenat al Teatre Poliorama de Barcelona.
- 1997. Assassins. Dirigida per Ricard Reguant. Adaptació de les Lletres de Josep Mas-Griera. Estrenat al Teatre Regina de Barcelona.
- 1997. Company. Dirigida per Calixto Bieito. Adaptació de les Lletres de Guillem-Jordi Graells, Josep Galindo i Joan Anton Rechi. Es va represntar al Mercat de les Flors[16] i a la sala tallers del Teatre Nacional.[17]
- 2000. A Little Night Music. Dirigida per Mario Gas. Adaptació de les Lletres de Roser Batalla i Roger Peña. Estrenada dins del Festival Grec de Barcelona i després va fer temporada al Teatre Novedades.
- 2005. Dins del Bosc. Dirigida per Josep Maria Mestres. Adaptació de les Lletres de Roser Batalla i Roger Peña. Estrenada com a taller a l'Institut del teatre de Barcelona.[18]
- 2007. Boscos endins. Dirigida per Joan Lluís Bozzo i duta a terme per la companyia Dagoll Dagom. Adaptació Joan Vives. S'interpretà al Teatre Victòria (Barcelona).
- 2008. Merrily We Roll Along. Dirigida per Daniel Anglès i duta a terme per la companyia El musical més petit. S'interpretà a la Villarroel.
- 2013. Marry me a little. Dirigida per Toni Martín i Xavier Torras. Adaptació de les Lletres de Roser Batalla. Amb Toni Viñals i Mone Teruel. (Teatre Lliure)

## Premis i Honors
- Premi Hutchinson per composició musical
- 2 Premis Grammy Sweeney Todd (1979); i "Send in the Clowns" (cançó de l'any-1976)
- Elegit membre de l'Acadèmia Americana d'Arts i Lletres 1983
- Premi Pulitzer per Drama - Sunday in the Park with George (1985)
- Premi Oscar 1990 a la Millor Cançó "Sooner or Later (I Always Get My Man)" de Dick Tracy (1990)
- Honors a Tota Una Vida del Kennedy Center (1993)
- Diversos Premis Drama Desk i d'altres premis menors per a les seves produccions Off Broadway
- Premis Tony:
  - Golfus de Roma (1963, Millor Musical)
  - Company (1971, Millor Banda Sonora – Millor Llibret de Musical)
  - Follies (1972, Millor Banda Sonora)
  - A Little Night Music (1973 Millor Banda Sonora)
  - Sweeney Todd (1979, Millor Banda Sonora)
  - Into The Woods (1988, Millor Banda Sonora)
  - Passion (1994 Millor Banda Sonora)
  - Premi Tony Especial per Tota Una Vida al Teatre (2008)
- Medalla Presidencial de la Llibertat